# Le Francophonissime
Le Francophonissime est un jeu télévisé créé par Jacques Antoine et Jacques Solness à l'occasion de la semaine francophone et diffusé pour la première fois en France, en Belgique et au Luxembourg le 24 juin 1969.   
Chaque année treize émissions sont enregistrées et diffusées sur les différentes chaînes de télévision francophones.  
Ce jeu est animé par Pierre Tchernia pour les quatre premiers numéros suivi par Georges de Caunes jusqu'en 1976 auquel succéda Jean-Pierre Cuny (1977-1978) puis Fabrice et Jean Chatel. Le dernier fut Jean-Pierre Foucault pour la présentation du « Francophone d'Or » diffusé à l'été 1981.
Durant l'été 2014, ce jeu télévisé fut rediffusé en Belgique chaque dimanche soir et vendredi midi sur La Trois.

## Principe du jeu
Six participants représentant chacun un des six pays francophones par le biais de l'organisme de télévision publique de son pays qui s'affrontaient régulièrement dans des joutes amicales de jeux grammaticaux et étymologiques et exploraient l'univers du vocabulaire et des bons mots de la langue française afin de déterminer qui, parmi eux, serait le « Francophonissime ».  À la fin de l'émission, l'heureux vainqueur (souvent Michel Dénériaz ou Paule Herreman) se voyait remettre une couronne virtuelle.
Une des épreuves était d'essayer de placer le plus souvent possible un mot tiré au sort sur un reportage dans lequel il n’avait rien à y faire (à cette épreuve, Michel Dénériaz était pratiquement toujours le vainqueur).
L'émission se terminait sous une avalanche de cadeaux nationaux des plus kitsch, remis au vainqueur du jour, par les concurrents.
Les questions du jeu étaient composées sous la responsabilité de Pierre Bellemare, et le juge arbitre était Jacques Capelovici.
Le jeu a changé de décor en 1975 puis en 1980. Le dernier décor date de 1981 pour « Le Francophone d'Or ».

## Diffusion
Au Québec, le jeu a été diffusé à partir du 7 septembre 1969 sur Radio-Canada et à partir du 12 octobre en Belgique sur la RTB.

## Générique
Musique du générique : Saint-Preux.

## Les participants
- Belgique : RTB / RTBF
  - Paule Herreman - 1969 à 1980
  - Georges Pradez - 1981 pour « Le Francophone d'Or »
- Canada : Télévision de Radio-Canada / Radio-Québec
  - Gérard Dagenais - 1969
  - Anne Préfontaine - 1969 à 1971 et 1972
  - Marie-José Beaudoin - 1971
  - Ambroise Lafortune - 1973 à 1975, 1977 et 1979 à 1981
  - Andréanne Lafond - 1976
  - Raymond Charette - 1978
- France : ORTF 1 / TF1
  - Léon Zitrone - 1969
  - Robert Beauvais - en alternance avec * 1969-1971
  - Jean Lanzi - *1969 et 1970
  - Robert Rocca - *1971
  - Maurice Biraud - *1971 et 1972
  - Anne-Marie Carrière - 1973 et 1974
  - Jacqueline Alexandre - 1975
  - Stéphane Collaro - 1976
  - Annick Beauchamps - 1977
  - Evelyne Grandjean - 1978
  - Evelyne Leclercq - 1979 à 1981
- Luxembourg : Télé Luxembourg / RTL Télé Luxembourg
  - Anne-Marie Carrière - 1969 et 1970
  - Micheline Dax - 1970 à 1973 puis 1978 et 1979
  - Christine Delaroche - 1974 et 1975 puis 1977 et 1980 et 1981
  - Anne-Marie Peysson - 1976
- Monaco : Télé Monte-Carlo
  - Jean Valton - 1969 à 1980 (il offrait à chaque émission un cactus aux autres participants)
  - Micheline Dax - 1981 pour "Le Francophone d'Or"
- Suisse : TSR
  - Michel Dénériaz (Je pense donc je suisse) - 1969 à 1981